# XIII Giochi del Sud-est asiatico
I XIII Giochi del Sud-est asiatico si sono svolti a Bangkok, in Thailandia, dall'8 al 17 dicembre 1985.

## Paesi partecipanti
Ai giochi hanno partecipato atleti provenienti da otto nazioni: Brunei, Cambogia, Indonesia, Malaysia, Myanmar (all'epoca Burma), Filippine, Singapore e Thailandia.

## Sport
I SEA Games del 1985 hanno visto gli atleti gareggiare nei seguenti sport: sport acquatici, tiro con l'arco, atletica leggera, badminton, pallacanestro, bowling, pugilato, ciclismo, calcio, ginnastica, judo, sepak takraw, vela, tiro, tennis tavolo, tennis, pallavolo e sollevamento pesi.

## Medagliere
*   Paese ospitante
| Posiz. | Nazione     | Oro | Argento | Bronzo | Totale |
| ------ | ----------- | --- | ------- | ------ | ------ |
| 1.     | Thailandia* | 92  | 66      | 59     | 217    |
| 2.     | Indonesia   | 62  | 73      | 76     | 211    |
| 3.     | Filippine   | 43  | 54      | 32     | 129    |
| 4.     | Malesia     | 26  | 28      | 32     | 86     |
| 5.     | Singapore   | 16  | 11      | 23     | 50     |
| 6.     | Burma       | 13  | 19      | 34     | 66     |
| 7.     | Brunei      | 0   | 0       | 3      | 3      |
| 8.     | Cambogia    | 0   | 0       | 0      | 0      |
| Totale | Totale      | 252 | 251     | 259    | 762    |